# سعيد عسيلي
سعيد عبد الحسن عسيلي، شاعر ملحمي من جبل عامل له عدد من الإصدارات الشعرية.

## نسبه
هو سعيد بن عبد الحسن بن محمد بن يوسف بن حسين بن الشيخ سلمان العسيلي الرشـافي العاملي. 

## ولادته وسيرته
ولد عام 1348 هـ (1929 ميلادي) في قرية رشاف العاملية، إحدى قرى قضاء بنت جبيل في جنوب لبنان. عند بلوغه السابعة من عمره دخل كتّاب البلدة وختم القرآن الكريم في ثلاثة أشهر، كما أتقن الخط وشيئا من الحساب.
بدأ بنظم الشعر الفصيح في سن العاشرة من عمره ,وأتقن فنون الزجل بألوانه كافة. اعتلى المنبر في المناسبات الدينية والاجتماعية وهو في سن الخامسة عشر من عمر.
في العام 1948 ميلادي تقدّم للانخراط في سلك الدرك (قوى الأمن الداخلي اللبناني)، إلا أنه لم يفلح بالدخول في هذا السلك نتيجة طوله الذي كان ينقصه 2 سنتمترا حسب المواصفات والمعايير التي تنظّم عمل هذا الجهاز في لبنان. فتدخّل النائب أحمد عبد اللطيف الأسعد وتوسّط له للانخراط في هذا السلك.
بقي في الخدمة العسكرية 30 عاما، وقد كتب الشعر في هذه المدة ونشر الكثير من كتاباته في المجلات والصحف تحت اسم الشاعر الحزين، حيث أن طبيعة عمله كانت تحظّر عليه مثل هذه الأعمال.
تقاعد من الدرك في العام 1979 ميلادي وتفرّغ للكتابة والبحث والشعر والمشاركة في المناسبات الدينية في القرى العاملية.

## مؤلفاته
تنوعت مؤلفاته بين الإصدارات الشعرية والكتابات التاريخية والأدبية: 

### إصداراته الشعرية
1. ديوان الشاعر الحزين
2. الإمامان علي والحسن
3. أبو طالب كفيل الرسول
4. كربلاء: ملحمة شعرية صدر في العام 1985 ويقع في 600 صفحة.
5. مولد النور: ملحمة شعرية (1982) وفيها يستعرض التاريخ الإسلامي منذ بناء الكعبة وحتى ولادة الرسول.
6. زينب الكبرى من المهد إلى اللحد (مخطوطة)
7. الخواطر (مخطوط)

### في التاريخ والأدب
1. ومضات عاملية (مخطوط)
2. تاريخ الفن الزجلي
3. الفروسية العربية في الجاهلية و الإسلام
4. عمرو بن معديكرب الزبيدي (مخطوط)
5. الخواطر (مخطوط)
6. مخطوطة عن تاريخ أسرة آل العسيلي[4]

## وفاته
توفي في بيروت في 19 أيار 1994 ودفن في منطقة الشياح.

## وصلات خارجية
- أبو طالب كفيل الرسول - سعيد عسيلي
- تاريخ الفن الزجلي - سعيد عسيلي